# Siim Valmar Kiisler
Siim Valmar Kiisler (ur. 6 listopada 1965 w Tallinnie) – estoński polityk, samorządowiec, parlamentarzysta, od 2008 do 2014 minister ds. regionalnych, w latach 2017–2019 minister środowiska.

## Życiorys
W 1984 ukończył szkołę średnią, w 1991 został absolwentem Uniwersytetu Technicznego w Tallinnie. Do 2003 pracował w spółce prawa handlowego Glacier Eesti AS, dochodząc do stanowiska przewodniczącego rady nadzorczej. Od 1999 do 2001 był urzędnikiem w administracji jednej stołecznych dzielnic. W 1999 i w 2003 wybierany do tallińskiej rady miejskiej.
W 2003 uzyskał mandat posła do Zgromadzenia Państwowego X kadencji z ramienia partii Res Publica, który z krótką przerwą wykonywał do 2007. Ze swoim ugrupowaniem przystąpił do nowej formacji pod nazwą Isamaa ja Res Publica Liit. W 2007 został wiceministrem w resorcie gospodarki i łączności kierowanym przez Juhana Partsa. 22 stycznia 2008 objął urząd ministra ds. regionalnych w drugim rządzie Andrusa Ansipa. W 2011 ponownie wszedł w skład Riigikogu. W kwietniu tego samego roku po raz drugi stanął na czele resortu spraw regionalnych w trzecim rządzie dotychczasowego premiera. Urząd ten sprawował do marca 2014. W 2015 zasiadł w parlamencie XIII kadencji.
W czerwcu 2017 powrócił w skład estońskiego rządu, obejmując u Jüriego Ratasa stanowisko ministra środowiska. Urząd ten sprawował do kwietnia 2019. W tymże roku objął mandat posła XIV kadencji zwolniony na skutek śmierci jednego z deputowanych; wykonywał go do 2021. W 2022 został wykluczony z partii Isamaa, w tym samym roku ponownie w trakcie kadencji zasiadł w parlamencie w miejsce jednego z nowo powołanych członków rządu. Został też działaczem ugrupowania Parempoolsed.

## Życie prywatne
Siim Valmar Kiisler jest żonaty, ma trzech synów i córkę.

## Odznaczenia
- Order Gwiazdy Białej III klasy (2020)[6]